# Midway (Geórgia)
Midway é uma cidade localizada no estado americano de Geórgia, no Condado de Liberty.

## Demografia
Segundo o censo americano de 2000, a sua população era de 1100 habitantes.
Em 2006, foi estimada uma população de 1037, um decréscimo de 63 (-5.7%).

## Geografia
De acordo com o United States Census Bureau tem uma área de 14,5 km², dos quais 14,4 km² cobertos por terra e 0,1 km² cobertos por água.

## Localidades na vizinhança
O diagrama seguinte representa as localidades num raio de 20 km ao redor de Midway.